# Public Health England
Public Health England (PHE) est une ancienne agence exécutive du ministère de la Santé et de la Protection sociale, qui a commencé à fonctionner le 1er avril 2013 pour protéger et améliorer la santé et le bien-être et réduire les inégalités en matière de santé en Angleterre. Sa création résulte de la réorganisation du Service national de santé (NHS) en Angleterre, décrite dans la loi de 2012 sur la santé et les soins sociaux (en) (Health and Social Care Act). Elle a repris le rôle de l'Agence de protection de la santé (en), de l'Agence nationale de traitement des toxicomanies (en) et d'un certain nombre d'autres organismes de santé. Il s'agit d'une agence exécutive du ministère de la santé et de la protection sociale et d'une organisation de prestation distincte dotée d'une autonomie opérationnelle.
Le 29 mars 2021, le gouvernement britannique a annoncé que le PHE serait dissous et que ses fonctions de santé publique seraient transférées, dans le cadre de propositions visant à réformer les structures de santé publique. Le 1er octobre 2021, les fonctions de protection de la santé de PHE ont été officiellement transférées à l'Agence de sécurité sanitaire du Royaume-Uni (en) (UKHSA), tandis que ses fonctions d'amélioration de la santé ont été transférées à l'Office for Health Improvement and Disparities (en) (DHSC), à NHS England (en) et à NHS Digital (en).